# Mr. Bean: A Série
Mr. Bean é uma sitcom de comédia e humor britânico, estrelada pelo personagem de mesmo nome, criado e interpretado pelo ator e comediante Rowan Atkinson. A série, criada por Atkinson e Richard Curtis, teve originalmente 15 episódios, exibidos pela ITV, produzidos pela Tiger Aspect Productions e escritos por Atkinson, Curtis, Robin Driscoll e Ben Elton. O sucesso da série e do personagem deram origem a dois filmes e a uma série de desenho animado.

## Produção

### Origem e influências

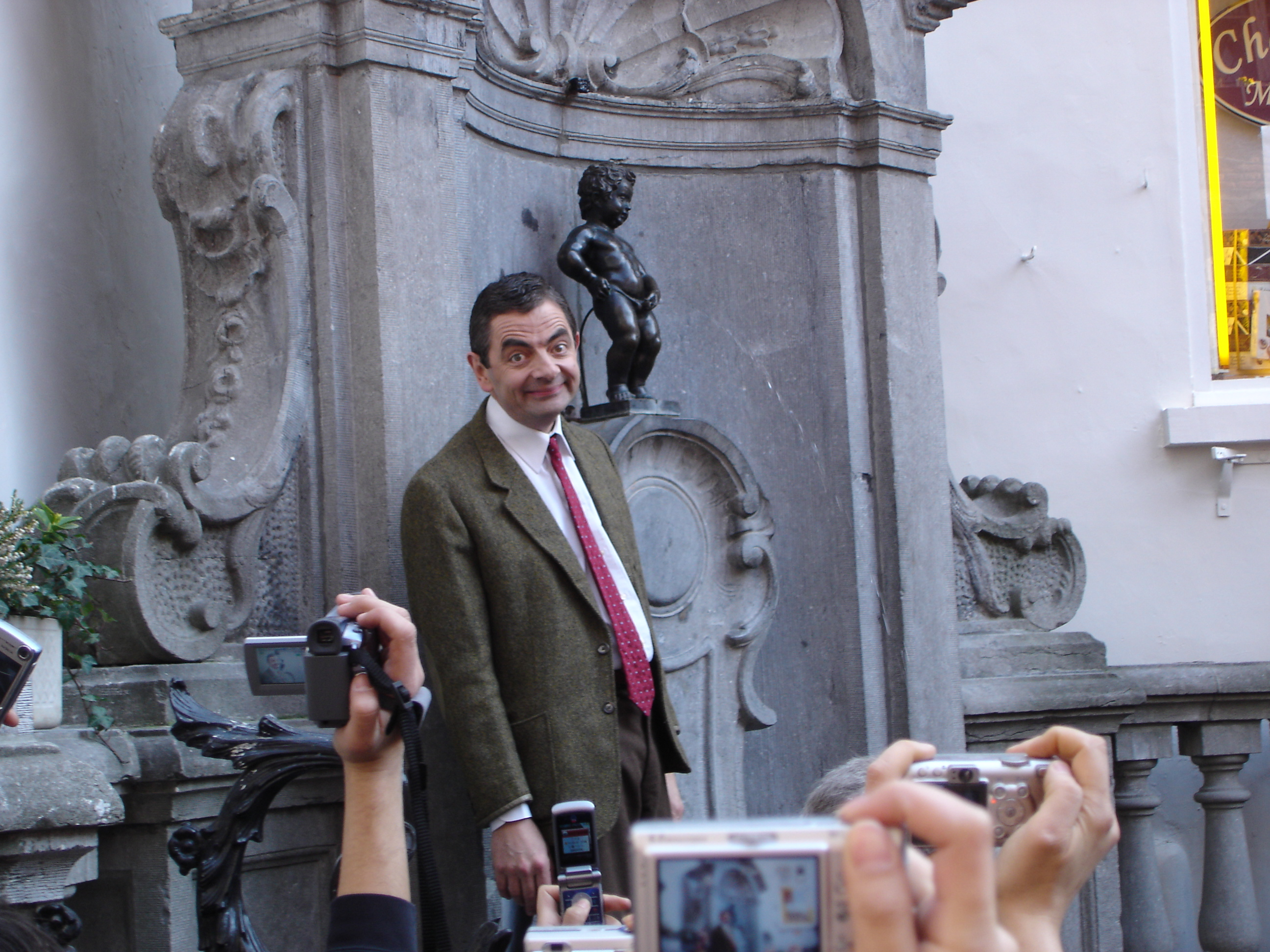
Atkinson interpretando Mr. Bean ao lado do Manneken Pis em Bruxelas (2007).

O personagem Mr. Bean foi desenvolvido enquanto Rowan Atkinson estudava para seu mestrado em engenharia elétrica na universidade The Queen's College, em Oxford. Um esquete interpretando o personagem foi realizado no Edinburgh Fringe no início dos anos 1980. Um personagem similar chamado Robert Box, também interpretado por Atkinson, apareceu na sitcom Canned Laughter, em 1979. Em 1987, uma das primeiras aparições de Mr. Bean ocorreu no festival de comédia Just for Laughs em Montreal, Quebec, no Canadá. Quando os coordenadores do programa o estavam escalando para a programação do festival, Atkinson insistiu que ele se apresentasse no programa de língua francesa em vez do programa de língua inglesa. Não tendo nenhum diálogo em francês em seu ato, os coordenadores do programa não conseguiam entender por que Atkinson queria se apresentar no programa francês. Como se viu, a atuação de Atkinson no festival foi uma plataforma de teste para seu personagem, pois ele queria ver como o pastelão de seu personagem se sairia em um palco internacional com um público que não falava inglês. 
O nome do personagem não estava decidido até o fim da produção e gravação do primeiro programa, com um grande número de outros nomes sendo explorados, primeiro pensou-se em "Mr. White" (Sr. Branco na tradução literal), mas Atkinson não queria que o nome do personagem fosse relacionado a cor da pele. Logo, começaram a pensar em nomes com base em legumes e vegetais, como "Mr. Cauliflower"(Sr. Couve-flor), até chegarem a "Mr. Bean" (Sr. Feijão). Atkinson citou o personagem Monsieur Hulot, criado e interpretado pelo comediante e diretor francês Jacques Tati, como uma grande influência para o personagem. Atkinson também citou a influência de Peter Sellers, que já havia interpretado personagens semelhantes, como Hrundi Bakshi em The Party (1968) e o Inspetor Jacques Clouseau nos filmes The Pink Panther. Estilisticamente, Mr. Bean também é semelhante aos primeiros filmes mudos, contando puramente com a comédia física e muito pouco diálogo (embora, como outras séries de comédia dessa época, apresentasse uma trilha de risadas). Isso permitiu que a série fosse vendida em todo o mundo sem nenhuma mudança significativa no diálogo original.
Em novembro de 2012, Atkinson disse ao The Daily Telegraph que estava pensando em aposentar o personagem, alegando que "alguém na casa dos cinquenta sendo infantil se torna um pouco triste". Em 2016, no entanto, Atkinson mudou de ideia, afirmando que jamais aposentaria o personagem. 

## A série e o personagem
Mr. Bean é uma série humorística da televisão inglesa protagonizada por Rowan Atkinson no papel de Mr. Bean. O primeiro episódio foi transmitido em 1º de janeiro de 1990 pela ITV (Independent Television) e a série seguiu no ar até 15 de dezembro de 1995.
Durante os cinco anos, foi aumentando sua audiência, até alcançar 18,74 milhões de espectadores durante o episódio "The Trouble With Mr Bean", em 1992. Além disso, recebeu um número relevante de prêmios internacionais, entre eles "A Rosa de Ouro" (Rose d'Or). O programa também deu origem a dois filmes e uma série de desenhos animados.
A personalidade de Mr. Bean é agradável, divertida e inclusive ingênua e, algumas vezes, malvada. Rowan Atkinson (protagonista) sempre enxergou o personagem como sendo um garoto de 6 anos no corpo de um adulto. Vive em seu pequeno apartamento em Highbury, no  norte de Londres (Inglaterra), com seu ursinho de pelúcia e melhor amigo, Teddy. Mr. Bean fala poucas vezes e quando o faz é sempre com poucas palavras ou com um resmungo. Seu nome e sua profissão nunca foram mencionadas nem por ele nem por seus criadores. O humor da comédia vem em grande parte das originais e excêntricas soluções que Mr. Bean encontra para resolver seus problemas e sua indiferença total por solucionar outros, além de sua habilidade em gerar confusão com as pessoas e entre elas. Mr. Bean usa sempre um paletó de lã e uma gravata vermelha fina, mas no episódio Mr. Bean rides again ele tem duas gravatas diferentes e nenhuma delas é a mesma que ele costuma usar.

### Teddy
Teddy é o ursinho de pelúcia de Mr. Bean e, aparentemente, seu melhor amigo. Este pequeno urso pardo é feito de malha, com olhos de botão e membros (pernas e braços) em forma de salsicha. Embora Teddy seja inanimado, Mr. Bean costuma fingir que ele está vivo, comprando-lhe um presente de Natal ou tentando não acordá-lo pela manhã. Por exemplo, quando Mr. Bean hipnotiza Teddy (querendo que ele durma), ele estala os dedos e a cabeça do urso cai para trás como se ele tivesse adormecido instantaneamente (Bean usa o dedo para sustentar a cabeça de Teddy). Aparece em vários  episódios. Em "Mr. Bean in Room 426", foi decapitado. Já em "Tee Off, Mr. Bean", foi encolhido na máquina de lavar roupa.
Ao longo dos anos, Teddy passou por várias mudanças. Quando estreou em "The Trouble with Mr. Bean", tinha uma cabeça menor. Dois episódios depois, sua cabeça era do tamanho de seu corpo, mas seus "olhos" não estavam presentes até que Bean colocou tachinhas de ouro em seu rosto. Os "olhos" foram substituídos por dois pequenos botões brancos costurados no rosto de Teddy, dando-lhe uma imagem distinta.
Depois que a série terminou, Teddy foi doado por Rowan Atkinson para o museu Teddy Bear, de Gyles Brandreth, em Stratford-upon-Avon. Em 2008, após o fechamento do museu, Teddy foi vendido em leilão por £ 180.

### Irmã Gobb
- Interpretada por Matilda Ziegler

Mr. Bean também tem uma namorada chamada Irmã Gobb e ela aparece em três episódios da série original. É tratada sem muita consideração por Mr. Bean, que parece levar uma relação mais de amigo do que de uma companheira amorosa, entretanto ele ficou enciumado quando viu ela dançando com outro homem no episódio Mr. Bean Goes to Town. Apesar de ter um nome próprio, era creditada somente como "A namorada" nos créditos finais. Ela reapareceu no desenho, onde é revelado que Mr. Bean a conheceu numa biblioteca local.

### O Mini

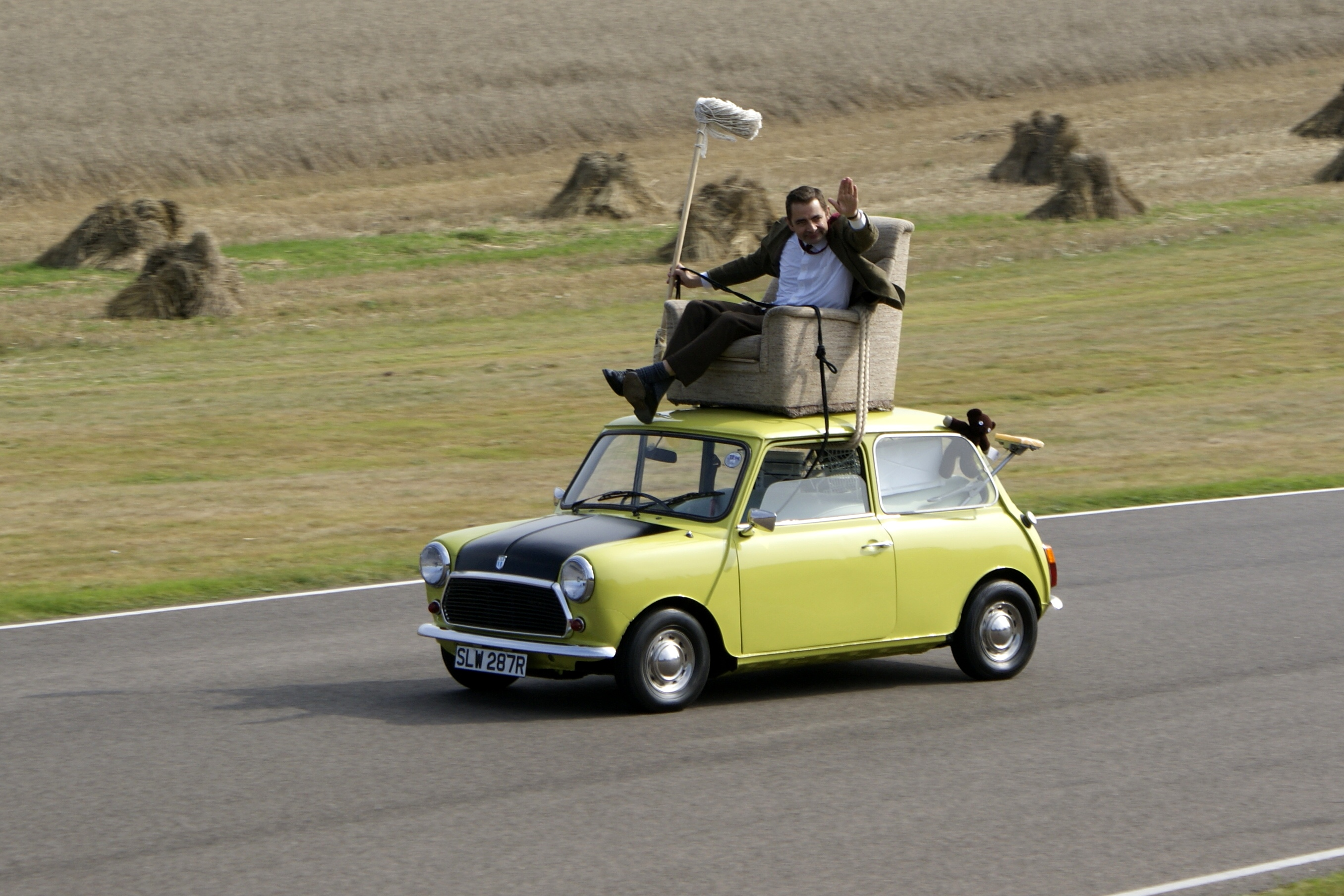
Mr. Bean e seu Mini verde em cena do episódio "Mr. Bean Vai à Cidade".

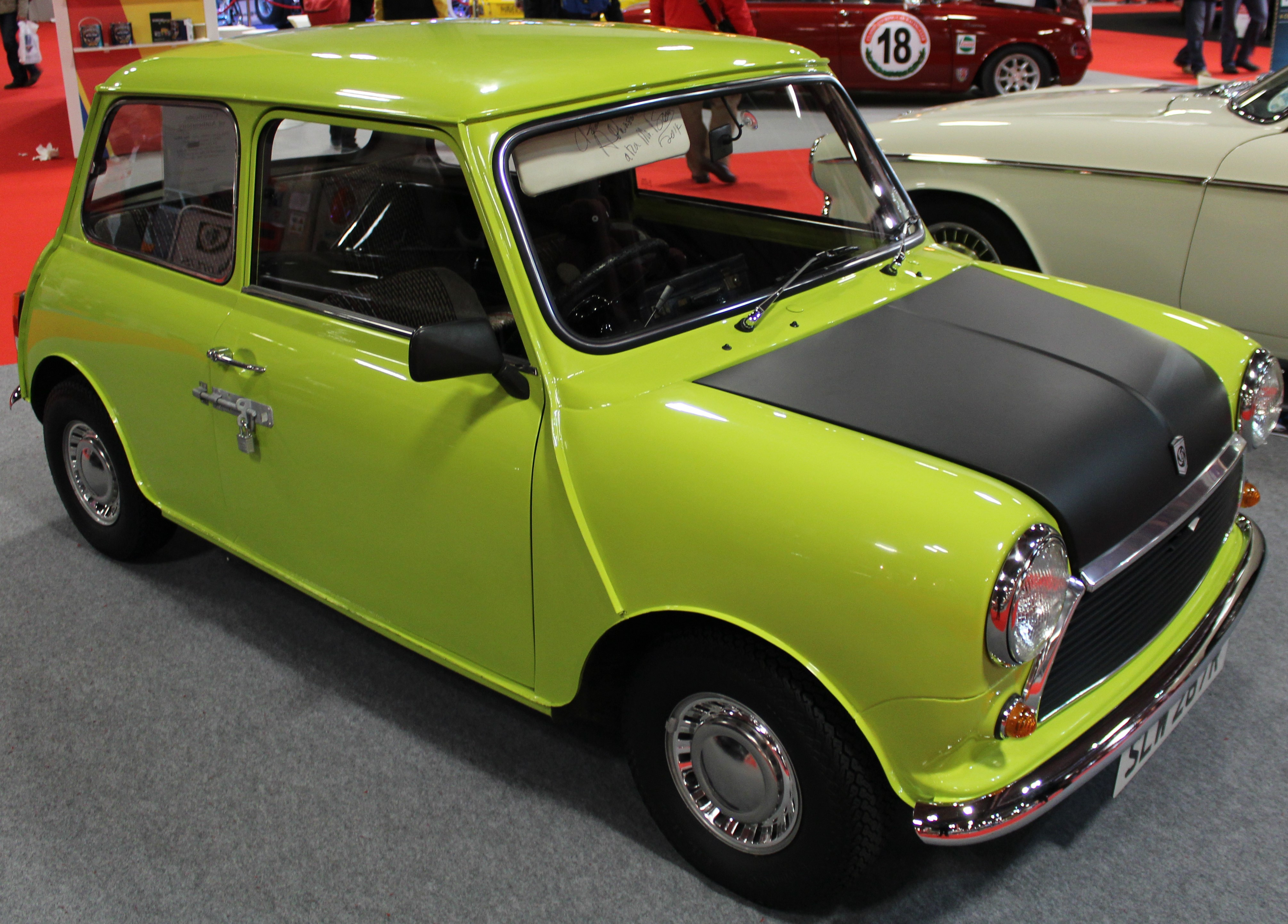
O Mini de Mr. Bean

Outro fator que deixou o seriado mais engraçado foram as proezas que Mr. Bean fazia com seu carro, um Mini verde e preto. Seu volante removível, junto com a tranca de cadeado na porta, eram as soluções originais de Bean para evitar que o carro fosse furtado.
Haviam reservados cinco carros do mesmo modelo, e com as mesmas cores. No episódio "Back to School Mr. Bean", o carro do personagem é esmagado por um tanque, e substituído nos outros episódios por um modelo idêntico ACW 497V (só que com a mesma placa do outro).
O carro mais utilizado na série foi um Mini geração 3 de 1976 placa SLW 287R.
A série começou com Mr. Bean usando um Morris Mini MKII de 1969, cor laranja, com a placa RNT 996H, mas ele acabou sendo destruído no final do primeiro episódio.
Depois que as filmagens terminaram, um dos Minis originais foi vendido a Kariker Kars para participar de vários eventos, sendo temporariamente exibido como uma grande atração no museu do Grupo Rover. Em 1997, foi comprado pelos Museu de Carros das Estrelas Motor e exibido por vários anos, depois sendo vendido para um museu nos Estados Unidos. O principal Mini é de propriedade privada e está próximo do fim de uma restauração no sul da Inglaterra.
Para promover o Mr. Bean: The Animated Series, uma réplica do Mini, com o número de registro DRW 221T, foi usada. Este Mini está atualmente em exposição no National Motor Museum, em Beaulieu.

### O Reliant
Outro carro que costuma aparecer em alguns episódios
Desde o episódio piloto, Mr. Bean tem uma longa rivalidade com o condutor (nunca visto) de um Reliant Regal Supervan III de 1972 (número de registro 'GRA 26K'), da cor azul-claro e de três rodas, que aparece em alguns episódios.
O Reliant também apareceu no desenho, sob o n. de registro 'DUW 742', onde finalmente é revelado o rosto de seu condutor.

## Episódios originais
Mr. Bean Goes to Town A série teve 15 episódios, sendo o último um especial de 1 hora. No entanto, o último episódio não foi exibido em algumas emissoras lusófonas. 
| Ano       | Episódio | Título em Português          | Título Original            |
| --------- | -------- | ---------------------------- | -------------------------- |
| 1989/1990 | 01       | Mr. Bean                     | Mr. Bean                   |
| 1990      | 02       | A Volta de Mr. Bean          | The Return of Mr. Bean     |
| 1990      | 03       | A Maldição de Mr.Bean        | The Curse of Mr. Bean      |
| 1990      | 04       | Mr. Bean Vai à Cidade        | Mr. Bean Goes to Town      |
| 1990/1991 | 05       | O Problema com Mr. Bean      | The Trouble with Mr. Bean  |
| 1990/1991 | 06       | Mr. Bean Ataca Novamente     | Mr. Bean Rides Again       |
| 1992      | 07       | Feliz Natal, Mr. Bean        | Merry Christmas, Mr. Bean  |
| 1993      | 08       | Mr. Bean no Quarto 426       | Mr. Bean in Room 426       |
| 1993      | 09       | Cuidado com o Bebê, Mr. Bean | Mind the Baby, Mr. Bean    |
| 1993/1994 | 10       | Mr. Bean em Faça você Mesmo  | Do-It-Yourself, Mr. Bean   |
| 1994      | 11       | Mr. Bean Volta à Escola      | Back to School, Mr. Bean   |
| 1995      | 12       | Cai Fora, Mr. Bean           | Tee Off, Mr. Bean          |
| 1995      | 13       | Boa Noite, Mr. Bean          | Goodnight, Mr. Bean        |
| 1995      | 14       | Mr. Bean o Cabeleireiro      | Hair by Mr. Bean of London |
| 1995      | 15       | -                            | The Best Bits of Mr. Bean  |

Além dos catorze episódios oficiais, produzidos de 1989 a 1995, Rowan Atkinson chegou a filmar mais de quinze outros esquetes como Mr. Bean entre 1993 e 2007 (sem contar com uma participação especial na Olimpíada de Londres, em 2012). Alguns nunca foram lançados em vídeo, sendo apresentados somente na televisão britânica, ao vivo ou gravados. Outros, como o "O Ponto de Ônibus" (The Bus Stop) e "A Biblioteca" (The Library), podem ser encontrados em relançamentos da série original em DVD, inclusos como material extra.

## No país de produção
A série estreou no Reino Unido em 1 de janeiro de 1990 e foi exibida até 15 de dezembro de 1995 pela ITV (sem censura). Também foi exibida (com censuras) nos canais infantis da Nickelodeon e Disney Channel UK.
Desde janeiro de 2006, foi lançado um canal oficial do personagem no YouTube, com os episódios da série e do desenho.

## Em outros países

### Estados Unidos
Nos Estados Unidos, a série foi exibida pela HBO a partir de 2 de abril de 1992. Mr. Bean também foi exibido em alguns canais da PBS e pela Fox Family no final da década de 1990.

### Brasil
A primeira vez que Mr. Bean foi exibido no Brasil foi em 1993 através do canal por assinatura Multishow, na época controlada pela subsidiária Globosat. Posteriormente, a partir de 23 de abril de 1995 até 1996, passou a ser exibida como uma das novas atrações do Fantástico, na Rede Globo, que costumava exibir um sketch entre os blocos de cada programa. O sucesso foi muito grande, tendo sido encontrado na época até um sósia brasileiro de Rowan Atkinson.[carece de fontes?]
Em 1999, a Rede Bandeirantes adquiriu os direitos de exibição da série, chegando a exibi-la em horário nobre. Com o passar dos anos, a Band passou a exibi-la como tapa-buraco na programação em diversos horários e em versão legendada. Em meados de 2018, a Band não renovou os direitos da série, deixando-a de exibir após quase vinte anos. Em seus últimos meses de exibição, Mr. Bean era exibido, nas noites de sábado às 22h15 e aos domingo às 11h30.
A série também foi exibida em 2006 pelo canal pago A&E.
Em 2012, a Globosat readquiriu os direitos da série e passou a exibi-la na TV por assinatura através do Canal Viva, em versão dublada pelo estúdio carioca Gramophone, exibindo-a até 2016.

### Portugal
Em Portugal, a série estreou no horário nobre da RTP1 nos anos 1990, legendada, e foi presença constante no mesmo canal na década seguinte, e em vários horários, em especial às 12h30. O episódio Merry Christmas, Mr. Bean e Do it yourself, Mr. Bean só foram exibidos nas alturas do Natal. Depois de mais de dez anos a entreter miúdos e graúdos, a última transmissão na RTP1 ocorreu no dia 1 de janeiro de 2010 com o especial de Ano Novo Do-It-Yourself, Mr. Bean, exibido entre as 18h36 e as 19h09 da tarde. O mesmo aconteceu com o "Contra Informação" que terminou nesse mesmo ano.
Quando Mr Bean foi ainda a ser transmitida na RTP1, a SIC (canal privada) decediu a adquirir a série em 2001. 3 anos depois, em 2004, Mr. Bean foi transmitida na SIC, até 2005, na versão original, com sem legendas. 1 ano depois em 2006, foi retransmitida, com legendas. Depois, em 2007 e 2008, foi reexibido no canal mas desta vez com uma dobragem portuguesa. Em 2 de março de 2009, foi exibida de madrugada, as 2h46.
Em 2011 e 2012, Mr. Bean voltou a exibir na SIC, com a mesma dobragem portuguesa antiga, até ao episódio 6. Do episódio 7, foi emitida na SIC K, em 2013 a 2016, desta vez com uma dobragem portuguesa diferente e com legendas em português, depois em Julho de 2016, até 2017, foi exibida na SIC, com a mesma dobragem da SIC K e com as mesmas legendas.
Duas semanas depois, a série mudou para a RTP Memória, já no dia 13 de janeiro de 2010, com exibição de segunda à sexta às 21h30 e ainda voltou a ser exibida mais tarde ao fim de semana antes das 13h (tal como foi na RTP1), mas os especiais de Natal nunca foram repetidos por esse canal.
Em 2017, o canal infantil SIC K decidiu adquirir os direitos de autor da série live-action para o Natal de 2017, sendo exibida em Widescreen (16:9) na versão original e sem legendas. Foi reexibida em Setembro e Outubro de 2018, desta vez com legendas. Em novembro de 2019, foi reexibido durante a madrugada, à 1:35 da manhã.

## Trilha sonora
A trilha sonora de Mr. Bean (exceto o primeiro episódio) é de uma música em coral, na tonalidade de C maior, escrita por Howard Goodall e cantada pelo coral da Catedral de Southwark. As músicas cantadas durante as sequências do episódio são em latim:
- "Ecce homo qui est faba" - "Eis o homem que é feijão" (cantada na abertura). A música faz uma referência ao nome do personagem ser "Bean", que em inglês é feijão.
- "Finis partis primae" - "Fim da parte um" (cantada antes do intervalo comercial)[carece de fontes?]
- "Pars secunda" - "Parte dois" (cantada depois do intervalo comercial em alguns episódios)[carece de fontes?]
- "Vale homo qui est faba" - "Adeus, homem que é feijão" (cantada no encerramento)

### Abertura
A partir do segundo episódio, a abertura da série mostrava Mr. Bean caindo do céu através de um feixe de luz. Em dois episódios, essa sequência de abertura era em preto e branco. No entanto, os episódios posteriores, mostravam Bean caindo do céu, durante a noite, em uma rua deserta de Londres, com fundo para a Catedral de São Paulo. No final dos episódios três e seis, também é mostrado ele sendo sugado de volta para o céu (cena em preto e branco no episódio 3, e cena da rua no episódio 6). Em relação aos créditos de abertura, Rowan Atkinson disse que Bean "tem um aspecto ligeiramente alienígena para ele".
No desenho, episódio "Double Trouble", a cena de abertura da série original é parodiada quando Bean é sugado por uma nave alienígena repleta de Beans iguais a ele e até com seus próprios bichos de pelúcia. Ao final do episódio, os alienígenas mandam Mr. Bean de volta a Terra em um feixe de luz e uma música semelhante à abertura da série original é tocada. Se o personagem é de fato um alienígena, não está claro.

## Longa-metragens e o desenho

### Mr. Bean: O Filme

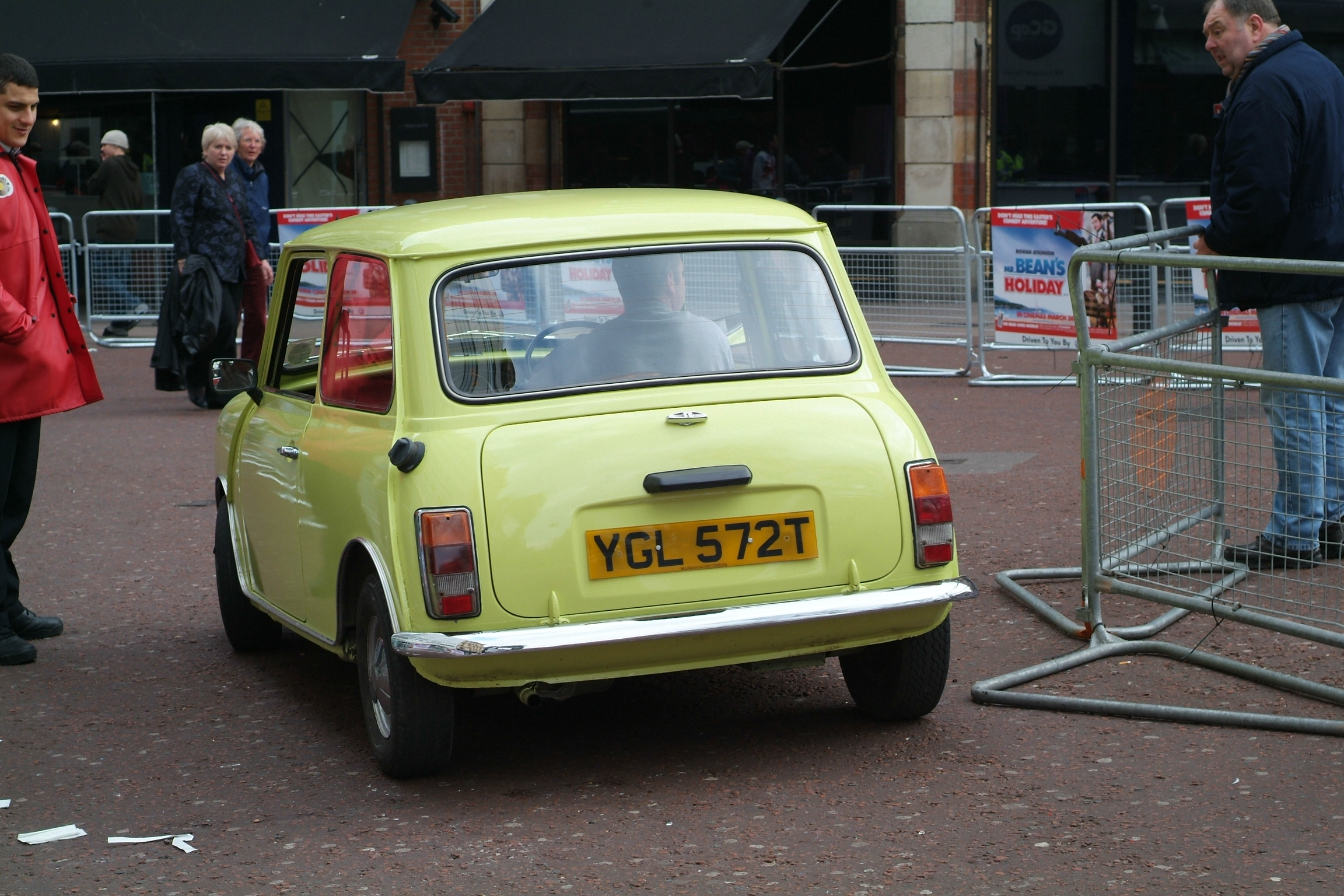
O modelo British Leyland Mini 1000 utilizado por Mr. Bean.

Em 1997, um filme baseado na série de televisão foi produzido. No filme, uma galeria de arte americana decide comprar um famoso quadro chamado A Mãe de Whistler. Para a sua primeira exposição ao público, a galeria pede à Royal National Gallery que lhes seja enviado o seu mais ilustre conhecedor de arte, para discursar na abertura. É quando os conselheiros decidem mandar Mr. Bean, o mais atrapalhado funcionário da galeria, como tentativa de se livrar dele.

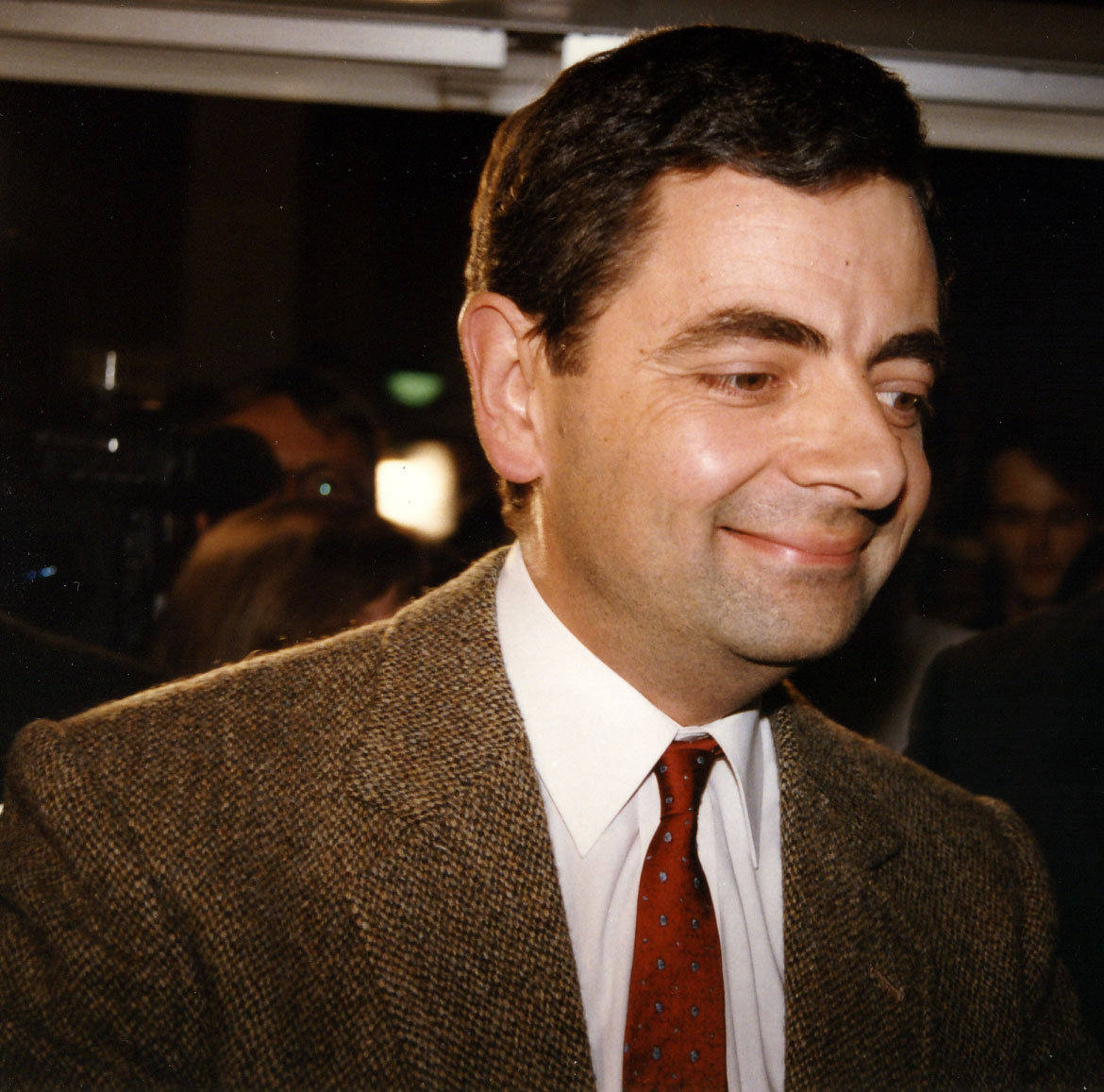
Rowan Atkinson promovendo o filme Bean no Cinema UCI em Hürth, Alemanha em agosto de 1997.

O filme, dirigido por Mel Smith, teve um orçamento de US$ 22 milhões, com o filme arrecadando cerca de US$ 232 milhões nas bilheterias de todo o planeta.

### As Férias de Mr. Bean
Em 2007, estreou nos cinemas uma segunda adaptação cinematográfica chamada As férias de Mr. Bean, um filme dirigido por Steve Bendelack. No filme, Mr. Bean ganha o 1º prêmio em uma rifa local: uma máquina de filmar nova, 200 euros e uma semana de férias no sul da França.
Rowan Atkinson declarou que As férias de Mr. Bean provavelmente seria o último filme sobre o personagem Mr. Bean. Mas que a série poderia voltar em 2014, fato que não ocorreu.

### Mr. Bean: A Série Animada
Sete anos após o final da série original, Mr. Bean reapareceu em uma série de desenho animado, com o próprio Rowan Atkinson dublando o personagem-título e fornecendo  referências para todas as ações animadas de Bean. Muito parecido com a série original, o spin-off animado contém pouco diálogo, apesar de algumas palavras serem faladas, a maioria são  pequenos efeitos de som ou resmungos. A série introduziu novos personagens junto com os regulares da série original (Teddy e Irma Gobb), incluindo a desagradável senhoria de Mr. Bean chamada Sra. Wicket e seu gato de um olho só chamado Scrapper. As vozes de outros personagens são fornecidas por Jon Glover, Rupert Degas, Gary Martin, Lorelei King.
De 2002 a 2004, 52 episódios foram  transmitidos pela ITV1, cada um consistindo em dois segmentos de 11 minutos. Em 2015, o CITV encomendou uma nova série de episódios. A nova série alterou o formato em que apresentava episódios que tinham muito mais diálogos do que o normal. 78 novos episódios começaram a ser transmitidos a partir de 6 de fevereiro de 2015.

## Olimpíadas
Mr. Bean se tornou um ícone tão famoso da cultura pop inglesa que até fez parte da cerimônia de abertura dos Jogos Olímpicos de Verão de 2012, sediados em Londres. No evento, Bean atrapalhou a orquestra enquanto utilizava seu smartphone, e realizou outros atos cômicos. Em certa hora, ele adormeceu e o público começou a acompanhar seu sonho em um telão, onde o personagem aparecia correndo na maratona, em uma paródia da clássica cena do filme Carruagens de Fogo.

## Na cultura popular
O sucesso de Mr. Bean em todo o mundo permitiu que o personagem ocupasse  um lugar na cultura popular de diversos países. Notavelmente, várias figuras públicas foram comparadas ao personagem, geralmente como uma forma de zombação.

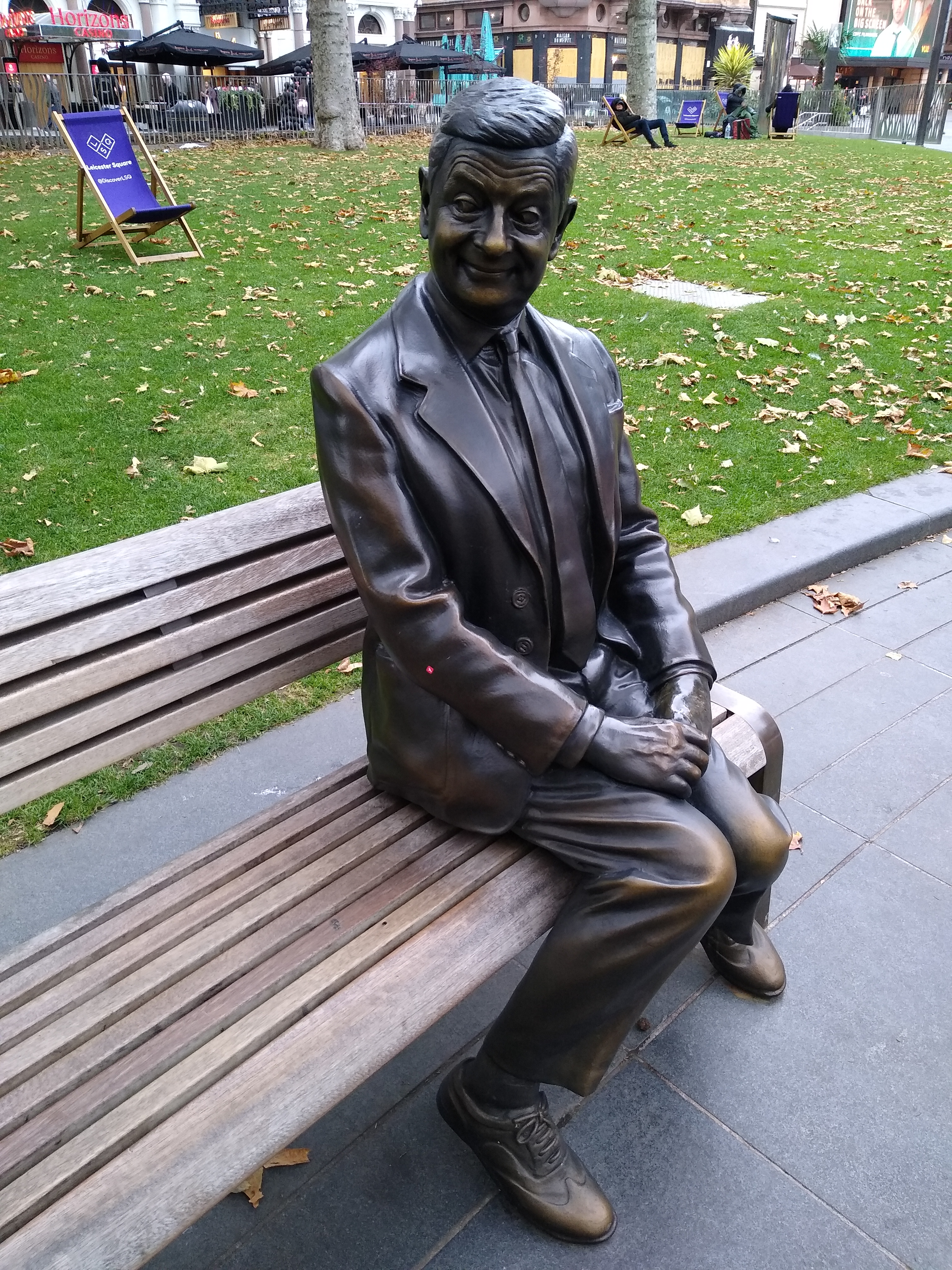
Estátua do personagem em Leicester Square, Londres.

- Vários políticos foram ridicularizados por sua suposta semelhança facial com o personagem, incluindo Tony Blair[13], Gordon Brown[14], Kyriakos Mitsotakis[15], José Luis Rodríguez Zapatero[16], Sam Dastyari[17] e Ed Miliband.[18]
- Em Os Simpsons, no episódio "Os Monólogos da Rainha", da décima quinta temporada, a família desembarca na Inglaterra e encontra o primeiro ministro do Reino Unido, Tony Blair; quando este vai embora, Homer diz "Não acredito que acabamos de conhecer o Mr. Bean", supostamente demonstrando a visão estereotipada que os americanos tem dos  britânicos.
- O árbitro da NRL Sean Hampstead foi apelidado de "Mr. Bean" pelo locutor esportivo Ray Warren.
- Em 2007, Vincent Cable,  líder dos liberais democratas da época, descreveu o recente declínio da fortuna do primeiro-ministro Gordon Brown como uma "notável transformação, nas últimas semanas, de Stalin a Mr. Bean".
- Uma imagem de Bean sorrindo maliciosamente tem sido usada como meme para destacar duplos sentidos, geralmente sexuais ou acompanhados da frase "Se você sabe o que eu quero dizer". Outras imagens dos personagem também se tornaram populares na internet.[19]
- Várias das piadas visuais da série foram usadas como experiências na série MythBusters, do Discovery Channel.
- Embora Rowan Atkinson não costume usar o estilo de Bean em outros personagens, ele interpretou personagens com características semelhantes nos filmes Rat Race e Johnny English.

## Remasterização da série
No final da década de 2000, os episódios da década de 1990 foram remasterizados. Os episódios Mr. Bean, The Return of Mr. Bean e The Curse of Mr. Bean tiveram as abertura editadas. Mais tarde, em 2018, ganhou uma versão em widescreen (16:9).

## Prêmios e indicações
O primeiro episódio da série ganhou o Rosa de Ouro, bem como outros dois grandes prêmios no Rose d' Or Light Entertainment Festival, de 1991, em Montreux. No Reino Unido, o episódio "The Curse of Mr. Bean" foi indicado para vários prêmios BAFTA. Rowan Atkinson foi indicado três vezes para "Melhor Performance de Entretenimento Leve", em 1991 e 1994.

## Reedições
Merry Christmas Mr. Bean - O episódio Merry Christmas Mr. Bean teve a abertura completa e o encerramento com as letras a subir na remasterização, mas por alguma razão desconhecida, as cenas onde Mr. Bean faz batota para conseguir o peru e coloca-o dentro do carro foram cortadas.
Do it Yourself Mr. Bean - A seguinte cena foi originalmente cortada do episódio no meio do Ato 2, embora tenha sido incluída nos lançamentos anteriores da VHS dos Estados Unidos. O Mr. Bean quer comprar um sofá numa loja de departamentos. Ao aproximar-se da cadeira reclinada, ele descobre que um assistente de vendas já está demonstrando suas características para um casal idoso. Na tentativa de enganá-los em pensar que está quebrado, ele o desconecta, o que é quase imediatamente percebido pelo assistente.
Enquanto a mulher idosa sentada com prazer em uma cadeira, Bean então mexe num painel de controlo no braço da cadeira e adulterando os fios dentro, desconhecido para a mulher idosa. À medida que a mulher idosa experimenta a característica reclinada desta vez, ela se dobra, empurrando-a no meio, ela grita para o marido com deficiência auditiva, mas não é ouvida, apesar de estar a apenas alguns metros de distância. Além disso, Bean mostra a música tocando no interfone da loja, para dificultar a sua audição. Em última análise, ela cai para trás.

As razões desta censura são desconhecidas. Na televisão, nunca chegou a ir ao ar em todos os países. Em Portugal, nunca foi mostrada em DVD. Em 24 de maio de 2017, um YouTuber publicou na internet, a cena cortada. O vídeo chama-se "Mr. Bean (deleted scence) Chair scence (RARE)".   